# Pitcairnia tabuliformis
Pitcairnia tabuliformis là một loài thực vật có hoa trong họ Bromeliaceae. Loài này được Linden miêu tả khoa học đầu tiên năm 1862.